# Donjon d'Argentan
Le donjon d'Argentan est un ancien élément des fortifications de la ville qui se dresse sur la commune française d'Argentan dans le département de l'Orne, en région Normandie.
L'édifice fortifié fait l'objet d'une inscription au titre des monuments historiques par arrêté du 11 mai 1945.

## Localisation
Le « Donjon », plus exactement un élément du rempart, est situé dans le centre-ville d'Argentan, à proximité du château des Ducs et de l'église Saint-Germain, dans le département français de l'Orne.

## Historique
La ville d'Argentan est à la fin du XIVe siècle une place forte puissamment défendue. L'enceinte urbaine de plan presque carrée, précédée de fossés profonds, enserrait la ville médiévale entre les rues Boschet, de la Poterie, la rue de la République, le cours de l'Orne, la rue de l'Hôtel-de-Ville. L'enceinte urbaine, qui comptait seize tours, la seule restante étant la tour Marguerite, était percée de trois portes fortifiées, à l'est, au nord et à l'ouest, donnant accès à la ville médiévale. L'angle sud-est de cette enceinte était protégée par un élément de rempart de plan polygonal (le « Donjon », non fermé bâti au début du XIIIe siècle, dont il subsiste une partie du contour place Mahé.
À noter qu'au sud-ouest, un second rempart, dont il ne subsiste aucun vestiges en élévation, entourait le château seigneurial, actuel Palais de Justice.